# ДНК-конструкція
ДНК-конструкція (англ. DNA construct) — штучно створений сегмент нуклеїнової кислоти, що використовується для перенесення генів в тканину- чи клітину-мішень
. Конструкція ДНК містить вставку  ДНК, яка називається трансгеном, доставляється за допомогою вектора  трансформації, який дозволяє реплікуванти послідовність вставки та/або експресувати її в клітині-мішені. Цей ген можна клонувати з природного гена або створити синтетично . Вектор може бути доставлений за допомогою фізичних, хімічних або вірусних методів. Як правило, вектори, що використовуються в конструкціях ДНК містять початок реплікації, сайт множинного клонування та маркер, який можна вибрати. Певні вектори можуть нести додаткові регуляторні елементи на основі задіяної системи експресії .
ДНК-конструкції можуть бути малими - кілька тисяч пар основ. Це ДНК, які несуть один ген за допомогою векторів таких як плазмідаи чи бактеріофаги. Або можуть бути більшими — кілька сотень тисяч пар основ — потрібні для більш широкомасштабних геномних досліджень із використанням штучної хромосоми . Конструкція ДНК може експресувати білок дикого типу, запобігати експресії певних генів або експресувати мутантні білки, можливі міссенс-мутації. Конструкції ДНК широко застосовуються в дослідженнях молекулярної біології, зокрема в таких методах як секвенування ДНК, дослідженнях експресії білків, а також у дослідженнях РНК .

## Історія
Перший стандартизований вектор, pBR220, був розроблений у 1977 році дослідниками в лабораторії Герберта Боєра. Плазміда містить різні сайти рестрикції та стабільний ген стійкості до антибіотиків, вільний від активності транспозонів .
У 1982 р. Джеффрі Вієйра та Йоахім Мессінг описали розробку векторів pUC, отриманих з M13mp7, які складаються з множинного сайту клонування та дозволяють більш ефективне секвенування та клонування за допомогою набору універсальних праймерів М13. Через чотири роки, цими ж вченими була створена популярна нині плазміда pUC19.

## Створення
Ген інтересу у послідовності ДНК або клонувати з існуючої послідовності, або створити синтетично. Щоб клонувати природну послідовність, ДНК спочатку розрізають ферментами рестрикції, які розпізнають послідовності ДНК і розрізають їх навколо цільового гена. Потім ген можна ампліфікувати за допомогою полімеразної ланцюгової реакціяї (ПЛР). Цей процес включає використання коротких послідовностей - праймерів, для початкової гібридизації з цільовою послідовністю. В послідовності праймерів можуть бути введені точкові мутації і потім скопійовані в кожному циклі, щоб модифікувати цільову послідовність.
Для конструкції ДНК можна синтезувати цільовий ланцюг ДНК. Короткі ланцюги ДНК - олігонуклеотиди можна синтезувати (до ланцюга, який закріплений, одна за одною додаються основи). Кожна основа має захисну групу, яка запобігає приєднання основи, доки наступна основа не буде готова до приєднання, це гарантує приєднання основ у правильній послідовності. Також олігонуклеотиди можна синтезувати на мікроматриці, це дозволяє синтезувати десятки тисяч послідовностей одночасно, щоб зменшити вартість процесу . Для того, щоб синтезувати більший ген, олігонуклеотиди мають послідовності, які перекриваються на кінцях, а потім з'єднуються. Найпоширеніший метод - це збірка полімеразного комплексу: фрагменти гібридузуються в областях, що перекриваються і подовжуються, і в кожному цциклі утворюються більші фрагменти .
Після відділення послідовності, її необхідно вставити у вектор. Найпростіший спосіб щоб це зробити полягає в тому, що необхідно розрізати векторну ДНК за допомогою рестриктаз. Якщо ці самі ферменти були використані для виділення цільової послідовності, то на кожному кінці будуть створені однакові "нависаючі" послідовності, що власне і сприяє гібридизації. Коли цільовий ген гібридизується з векторною ДНК, їх можна з'єднати за допомогою ДНК-лігази . Альтернативний метод передбачає використання рекомбінації між гомологічними сайтами цільового гена та векторної послідовності, усуваючи потребу в рестрикційних ферментах .

## Способи доставки
Є три загальні способи доставки конструкції ДНК: фізичні, хімічні та вірусні . Фізичні методи, які доставляють ДНК шляхом фізичного проникнення в клітину, включають: мікроін'єкції, електропорацію та біолістику . Хімічні методи базуються на хімічних реакціях для доставки ДНК і включають трансформацію за допомогою клітин, які стають компетентними за допомогою фосфату кальцію, а також доставку через ліпідні наночастинки . Вірусні способи використовують різні вірусні векторидля доставки ДНК, зокрема аденовіруси, лентивірус і вірус простого герпесу .

## Векторна структура
Окрім цільового гена, у векторі є три важливі елементи: джерело реплікації, вибірковий маркер і сайт множинного клонування. Джерело реплікації - це послідовність ДНК, яка запускає процес реплікації ДНК, що дозволяє вектору клонувати себе. Сайт множинного клонування містить сайти зв'язування для кількох ферментів рестрикції, що полегшує вбудовування різних послідовностей ДНК у вектор. Селекційний маркер надає певну ознаку, яку можна легко обрати в клітині-господарі, щоб можна було визначити, чи була трансформація успішною. Найпоширенішими селекційними маркерами є гени стійкості до антибіотиків, тому клітини-господарі в яких немає цієї конструкції, гинуть під впливом антитіла і залишаються лише ті клітини-господарі, які мають конструкцію .

## Типи конструкцій ДНК
- бактеріальні плазміди - це кільцеві ділянки ДНК, які природнім чином реплікуються в бактеріях [2]. Плазміди здатні утримувати вставки довжиною приблизно до 20 кб. Ці типи конструкцій зазвичай містять ген, що забезпечує стійкість до антибіотиків, джерело реплікації, регуляторні елементи такі як інгібітори Lac, полілінкер та білкову мітку, яка полегшує очищення білка [12].
- бактеріофаги-вектори - це віруси, які можуть інфікувати бактерії та відтворювати власну ДНК[2].
- штучні хромосоми - зазвичай використовуються в дослідженнях геномних проектів через їхню здатність утримувати вставки розміром до 350 кб. Ці вектори отримані з F-плазміди, використовуючи переваги високої стабільності та кон'югаційної здатності, введеної F-фактором [13].
- фосміди — це гібрид між бактеріальними F-плазмідами та методами клонування фагів λ. Вставки попередньо упаковують у фагові частинки, а потім вставляють у клітину-господаря зі здатністю утримувати 45 кб. Зазвичай вони використовуються для створення бібліотек ДНК, завдяки своїй підвищеній стабільності [14].

## Застосування
Конструкції ДНК можна використовувати для виробництва білків: природні та сконструйовані мутантні білки. Ці білки використовуються для виготовлення терапевтичних продуктів, таких як фармацевтичні препарати та антитіла. Конструкції ДНК також можуть змінювати рівні експресії інших генів шляхом експресії регуляторних послідовностей, таких як промотори та інгібітори. Крім того, ДНК-конструкції можна використовувати для таких досліджень як створення геномних бібліотек, секвенування клонованої ДНК та вивчення експресії РНК та білка .